# Matriz compañera
En álgebra lineal, la  matriz compañera del polinomio mónico
{\displaystyle p(t)=c_{0}+c_{1}t+\cdots +c_{n-1}t^{n-1}+t^{n}~,}
es la matriz cuadrada definida como
{\displaystyle C(p)={\begin{bmatrix}0&0&\dots &0&-c_{0}\\1&0&\dots &0&-c_{1}\\0&1&\dots &0&-c_{2}\\\vdots &\vdots &\ddots &\vdots &\vdots \\0&0&\dots &1&-c_{n-1}\end{bmatrix}}.}
Esta matriz junto con una base (v1,  ...  , vn), transforma el polinomio p(t) en un sistema de ecuaciones lineales simultáneas de la forma:
{\displaystyle t^{n}{\begin{pmatrix}v_{1}\\v_{2}\\v_{3}\\\vdots \\v_{n}\end{pmatrix}}=t^{n-1}{\begin{bmatrix}0&0&\cdots &0&-c_{0}\\1&0&\cdots &0&-c_{1}\\0&1&\cdots &0&-c_{2}\\\vdots &\vdots &\ddots &\vdots &\vdots \\0&0&\cdots &1&-c_{n-1}\end{bmatrix}}{\begin{pmatrix}v_{1}\\v_{2}\\v_{3}\\\vdots \\v_{n}\end{pmatrix}}+{\begin{pmatrix}0\\0\\0\\\vdots \\v_{n}p(t)\end{pmatrix}}}
Con este convenio, y sobre la base  (v1,  ...  , vn), uno tiene
{\displaystyle Cv_{i}=C^{i}v_{1}=v_{i+1}}
(Para i < n), y   v1 generar V como  K[C]-módulo: C ciclos de vectores de la base.
Algunos autores utilizan la transposición de esta matriz, que es más conveniente para algunos propósitos, como las relaciones de recurrencia lineales.

## Caracterización
El polinomio característico así como el polinomio mínimo de C(p) son iguales a p.
En este sentido, la matriz C(p)  es la "compañera" del polinomio p.
Si A es una matriz de n por n con entradas en algún cuerpo K, entonces son equivalentes las siguientes afirmaciones:
- A es similar a la matriz compañera sobre K de su polinomio característico.
- El polinomio característico de A coincide con el polinomio mínimo de A, equivalentemente, el polinomio mínimo tiene grado n.
- Existe un vector cíclico v en {\displaystyle V=K^{n}} para A, lo que significa que {v, Av, A2v,..., An−1v} es una base de V. De manera equivalente, si V es cíclico como una {\displaystyle K[A]}-module (y {\displaystyle V=K[A]/(p(A))}); se dice que A es regular.

No toda matriz cuadrada es similar a una matriz compañera. Pero toda matriz es similar a una matriz formada por bloques de matrices de compañía. Además, estas matrices de compañía pueden ser elegidas de modo que sus polinomios se dividan entre sí; entonces, se determinan de forma única por A. Esta es la forma canónica relacional de A.

## Diagonalización
Si p(t) tiene raíces distintas λ1, ..., λn (los valores propios de C(p)), entonces C(p) es diagonalizable como sigue:
{\displaystyle VC(p)V^{-1}=\operatorname {diag} (\lambda _{1},\dots ,\lambda _{n})}
donde V es la matriz de Vandermonde correspondiente a los Y's.
En este caso, trazas de las potencias m de C producen fácilmente sumas de las mismas potencias m de todas las raíces de  p(t),
{\displaystyle \mathrm {Tr} C^{m}=\sum _{i=1}^{n}\lambda _{i}^{m}~.}
En general, la matriz compañero puede ser no diagonalizable.

## Secuencias lineales recursivas
Dada una secuencia lineal recursiva con polinomio característico
{\displaystyle p(t)=c_{0}+c_{1}t+\cdots +c_{n-1}t^{n-1}+t^{n}\,}
la matriz compañera
{\displaystyle C^{T}(p)={\begin{bmatrix}0&1&0&\cdots &0\\0&0&1&\cdots &0\\\vdots &\vdots &\vdots &\ddots &\vdots \\0&0&0&\cdots &1\\-c_{0}&-c_{1}&-c_{2}&\cdots &-c_{n-1}\end{bmatrix}}}
genera la secuencia, en el sentido de que
{\displaystyle C^{T}{\begin{bmatrix}a_{k}\\a_{k+1}\\\vdots \\a_{k+n-1}\end{bmatrix}}={\begin{bmatrix}a_{k+1}\\a_{k+2}\\\vdots \\a_{k+n}\end{bmatrix}}.}
incrementa la serie en 1.
El vector (1,t,t2, ..., tn-1) es un vector propio de esta matriz de valor propio t,  cuando t es una raíz del polinomio característico  p(t).
Para c0 = −1, y para todo ci=0,  i.e., p(t) = tn−1,  esta matriz se reduce a la matriz de desplazamiento cíclico de Sylvester, o matriz circulante.